# Uranotaenia hongayi
Uranotaenia hongayi är en tvåvingeart som beskrevs av Galliard och Ngu 1947. Uranotaenia hongayi ingår i släktet Uranotaenia och familjen stickmyggor. Inga underarter finns listade i Catalogue of Life.